# Tomoe Miyamoto
Tomoe Miyamoto (ur. 13 czerwca 1978) – japońska zapaśniczka w stylu wolnym. Dwukrotna uczestniczka mistrzostw świata; brąz w 2000. Trzecia na igrzyskach Wschodniej Azji w 2001. Złota medalistka mistrzostw Azji w 2000 i brązowa w 1997 roku. Zdobyła brązowy medal juniorskich mistrzostw świata w 1998 roku.